# Mormodes sinuata
Mormodes sinuata är en orkidéart som beskrevs av Heinrich Gustav Reichenbach och Johannes Eugen ius Bülow Warming. Mormodes sinuata ingår i släktet Mormodes och familjen orkidéer. Inga underarter finns listade i Catalogue of Life.